# Wenzel Kudielka
Wenzel Kudielka, též Václav Kudělka (3. ledna 1814 Nový Jičín – 24. srpna 1880 Petřvald), byl rakouský pivovarnický podnikatel a politik německé národnosti z Moravy; poslanec Moravského zemského sněmu.

## Biografie
Wenzel Kudielka se podle některých zdrojů narodil roku 1814 ve Fulneku. Matrika v Novém Jičíně ale uvádí, že 3. ledna 1814 se v Novém Jičíně narodil Wenzelovi Kudielkovi a jeho manželce Viktorii v domě čp. 14 syn Wenzel.
Byl majitelem erbovní (dědičné) rychty (fojtství), pivovaru a sladovny v Petřvaldu (Gross Peterswald). Byl synem Václava Kudělky, pivovarníka v Kunvaldu, a Viktorie, dcery pivovarníka Jana Strahatsdieho z Olomouce. Kudielkové byli rozvětvenou pivovarnickou rodinou. Od roku 1840 měl Kudielka propachtovaný pivovar ve Fulneku. Roku 1846 smlouvu prodloužil na šest let, ale po krátké době nájem vypověděl, protože přesunul své podnikání do Petřvaldu, kde koupil dědičnou rychtu a kde byl od roku 1854 až do své smrti starostou. V Petřvaldu si pronajal starý pivovar a koncem 60. let 19. století tu postavil novou pivovarskou budovu. Wenzel Kudielka měl za manželku Marii rozenou Jungovou, rovněž z pivovarnického rodu. Měli čtyři syny, přičemž syn Ernest převzal po otci vedení pivovaru v Petřvaldu a syn Heinrich měl v nájmu pivovar ve Velké Bystřici. Další syn Victor byl ekonomem v pivovaru v Petřvaldu. Pouze syn Emil se věnoval jinému oboru a působil coby právník. Mezi významné osobnosti rodu patřili i bratr Wenzela Kudielky Leopold Johann Kudielka (1816–1889), který působil, stejně jako jeho syn Leopold Kudielka (1844–1928), jako pivovarník v Novém Jičíně.
V 60. letech se Wenzel Kudielka zapojil i do vysoké politiky. V zemských volbách v lednu 1867 byl zvolen na Moravský zemský sněm, za kurii venkovských obcí, obvod Nový Jičín, Příbor, Fulnek. Mandát zde obhájil v zemských volbách v březnu 1867 i zemských volbách v roce 1870. V roce 1867 i 1870 byl oficiálním kandidátem tzv. Ústavní strany, liberálně a centralisticky orientované.
Zemřel v srpnu 1880 ve věku 67 let. Příčinou úmrtí byla otrava krve.